# Ejido de Nova
Ejido de Nova är en ort i Mexiko.   Den ligger i kommunen Toluca och delstaten Mexiko, i den sydöstra delen av landet, 60 km väster om huvudstaden Mexico City. Ejido de Nova ligger 2 717 meter över havet och antalet invånare är 345.
Terrängen runt Ejido de Nova är huvudsakligen platt, men den allra närmaste omgivningen är kuperad. Runt Ejido de Nova är det mycket tätbefolkat, med 2 103 invånare per kvadratkilometer. Närmaste större samhälle är Toluca, 6,4 km sydost om Ejido de Nova. Runt Ejido de Nova är det i huvudsak tätbebyggt.